# (7037) Davidlean
(7037) Davidlean ist ein Asteroid des Hauptgürtels, der am 29. Januar 1995 von den japanischen Astronomen Yoshisada Shimizu und Takeshi Urata am Nachi-Katsuura-Observatorium (IAU-Code 905) in der Präfektur Wakayama entdeckt wurde.
Der Asteroid wurde am 23. November 1999 nach dem britischen Filmregisseur und Filmeditor David Lean (1908–1991) benannt, der in den 1940ern durch Verfilmungen der Werke Noël Cowards und Charles Dickens’ bekannt wurde.